# Kaishu Sano
Kaishu Sano (佐野 海舟 Sano Kaishu?), född 30 december 2000 i Okayama prefektur, är en japansk fotbollsspelare.
Sano började sin karriär 2019 i FC Machida Zelvia.